# Mariakyrkan, Växjö
Mariakyrkan är en kyrkobyggnad i Växjö stift. Den är sedan 2014 församlingskyrka i Växjö stads- och domkyrkoförsamling.

## Kyrkobyggnaden
Mariakyrkan byggdes 1979 mellan stadsdelarna Araby och Hov i Växjö. Det var delningen av Växjö domkyrkoförsamling 1977 som blev upphovet till Mariakyrkans tillkomst. Kyrkorådet gick ut med en inbjudan till en arkitekttävling. I programbeskrivningen för tävlingen framfördes önskemål om en kyrka som var sammanbyggd med lokaler för församlingens övriga verksamheter. Ett hundratal förslag kom in. Det blev arkitekterna Thomas Hellquist och Richard Brun från Lund som fick uppdraget att forma kyrkan i enlighet med sitt förslag ”Hagia Hovia – urkyrkan”.
Kyrkobyggnaden består av en rundkyrka med en stor kupol, 18 meter hög över kyrkorummet, och ett kyrktorg som förbinder de olika rummen för församlingsverksamheten. Det runda kyrkorummet i ljusblått och gammalrosa förenar intimitet och rymd. Bänkraderna är placerade i ringar kring altaret i rummets mitt. Kyrkans tre klockor har sin plats i en rödfärgad klockstapel. Skalden Bo Setterlind har gett klockorna namn och författat inskriptionen. Klockornas namn är Marie Hjärta, Johannes och Sankt Sigfrid. Mariakyrkan invigdes den 28 oktober 1979 av biskop Sven Lindegård.

## Inventarier
- Dopfunt av glas. Utformad 1979 av konstnär Tom Möller, och utförd på Lindshammars glasbruk.
- Processionskorset är skapat av Eva Spångberg.
- Mattan som tar upp kyrkorummets runda form är formgiven av Kerstin Ronnemark, Växjö. Meningen är att mattans färger och bilder skall ge ett öppet, glatt och positivt intryck!
- Ljushållarna i mässing runt kupolen bildar tillsammans ”Maria krona”. Formgivare är Reinholz & Ronnemark, Växjö
- Votivskeppet, en modell som Christoffer Columbus skepp Santa Maria, är skänkt av en församlingsbo.
- En vävnaden med tema från SvPs 297 ”Härlig är jorden” är vävd av Anita Graffman, Stockholm
- Vid 20-årsjubileet 1999 blev kyrkan smyckad med tre nya konstverk skapade av Monica Backström nämligen, en altartavla , glaskors samt en glasgobeläng.

## Orgel
Orgeln som har 25 stämmor och två manualer är byggd av A. Mårtenssons Orgelfabrik, Lund, 1981. Orgeln är mekanisk och har fria kombinationer samt cymbelstjärna.
| Huvudverk I    | Bröstverk II   | Pedal              | Koppel |
| Pommer 16´     | Rörflöjt 8´    | Subbas 16´         | I/P    |
| Principal 8´   | Gamba 8´       | Principal 8´       | II/P   |
| Gedackt 8´     | Unda maris 8´  | Borduna 8´         | II/I   |
| Oktava 4´      | Principal 4'   | Flöjtbas 4´        |        |
| Spetsflöjt 4'  | Koppelflöjt 4' | Rauschkvint 3 chor |        |
| Oktava 2'      | Blockflöjt 2'  | Fagott 16'         |        |
| Cornett 3 chor | Nasat 1 1/3    | Skalmeja 4'        |        |
| Mixtur 4 chor  | Cymbel 3 chor  |                    |        |
| Trumpet 8'     | Rörskalmeja 8' |                    |        |
|                | Tremulant      |                    |        |

## Bildgalleri

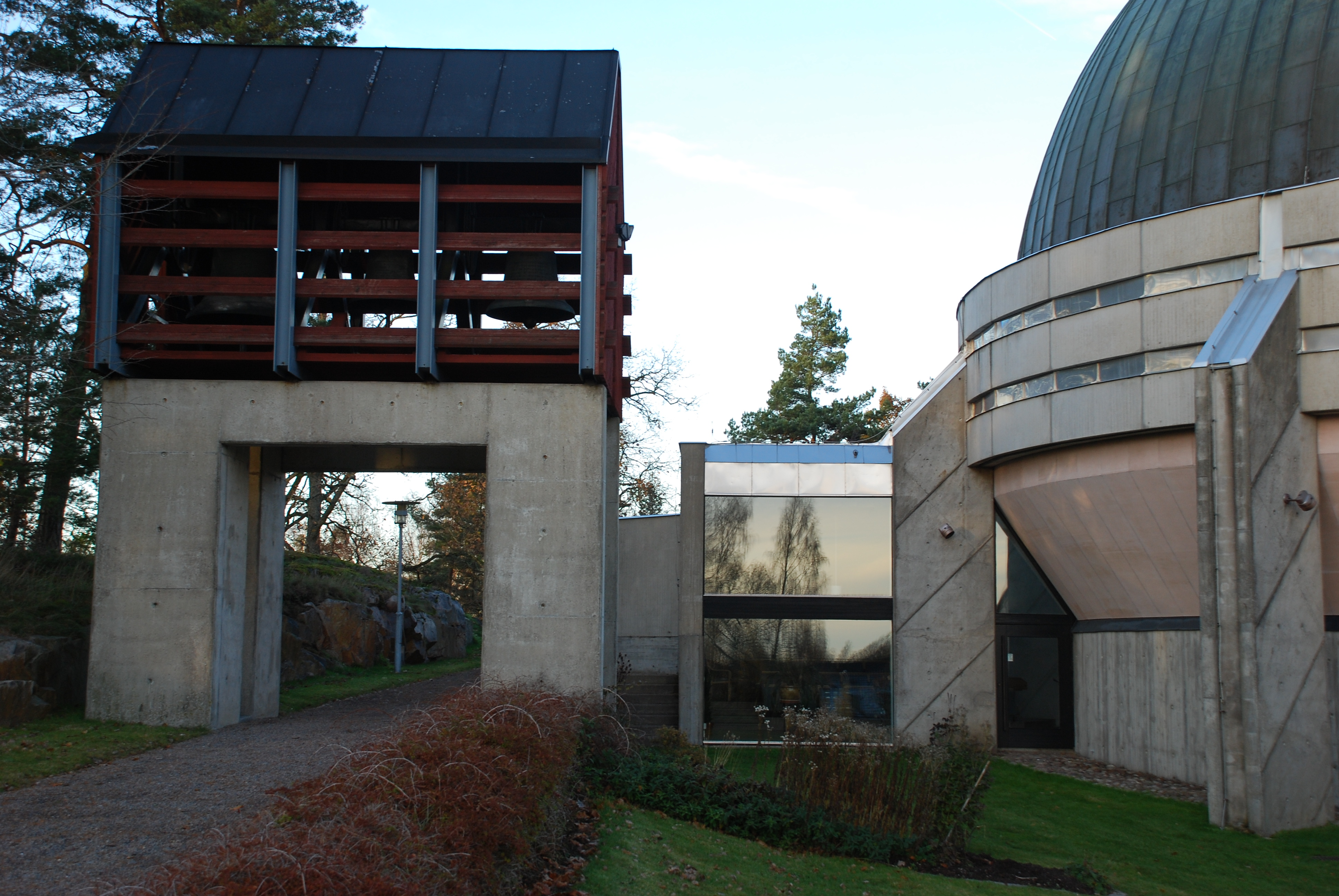
Klockstapeln
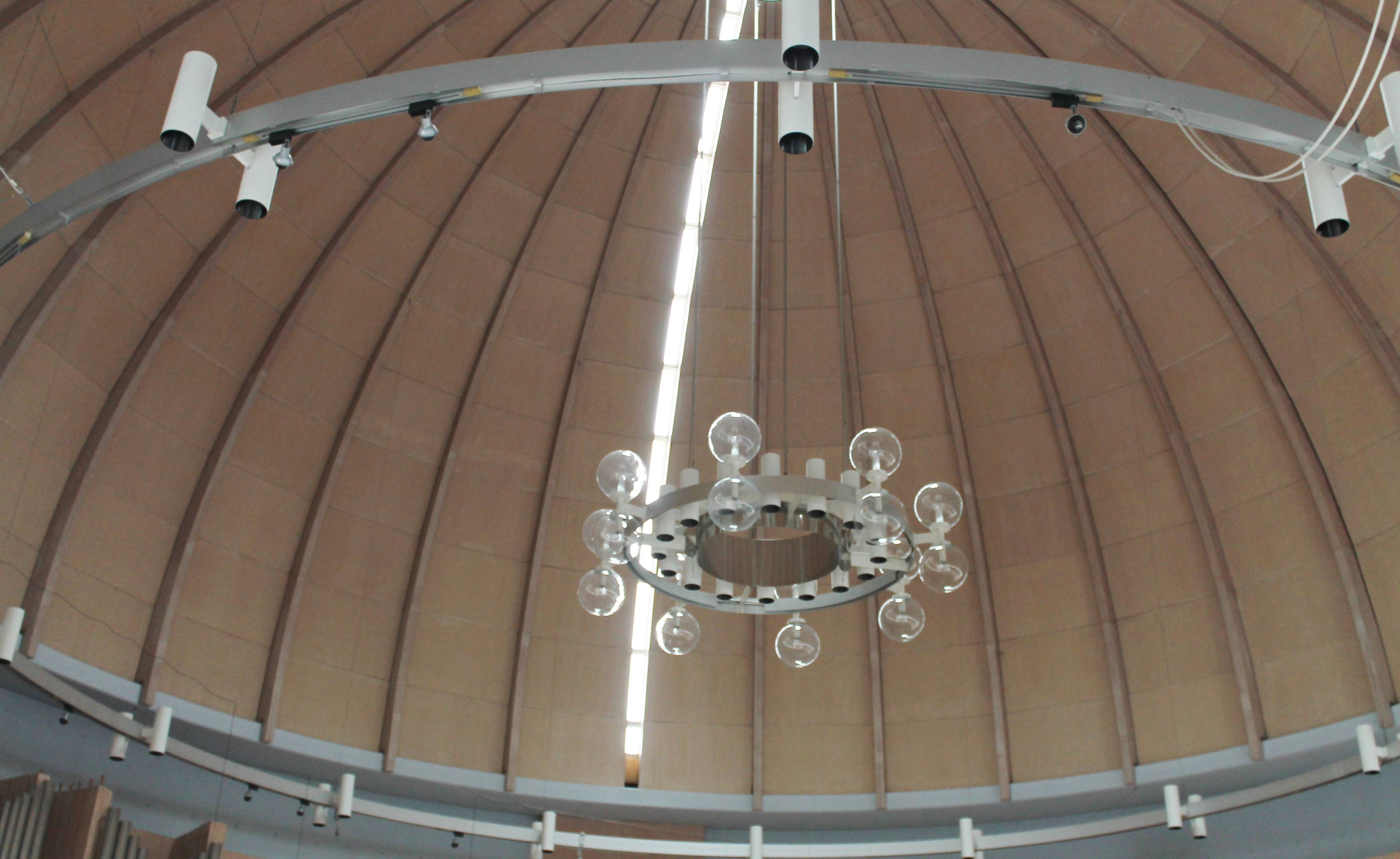
Kupoltaket med ljushållare.
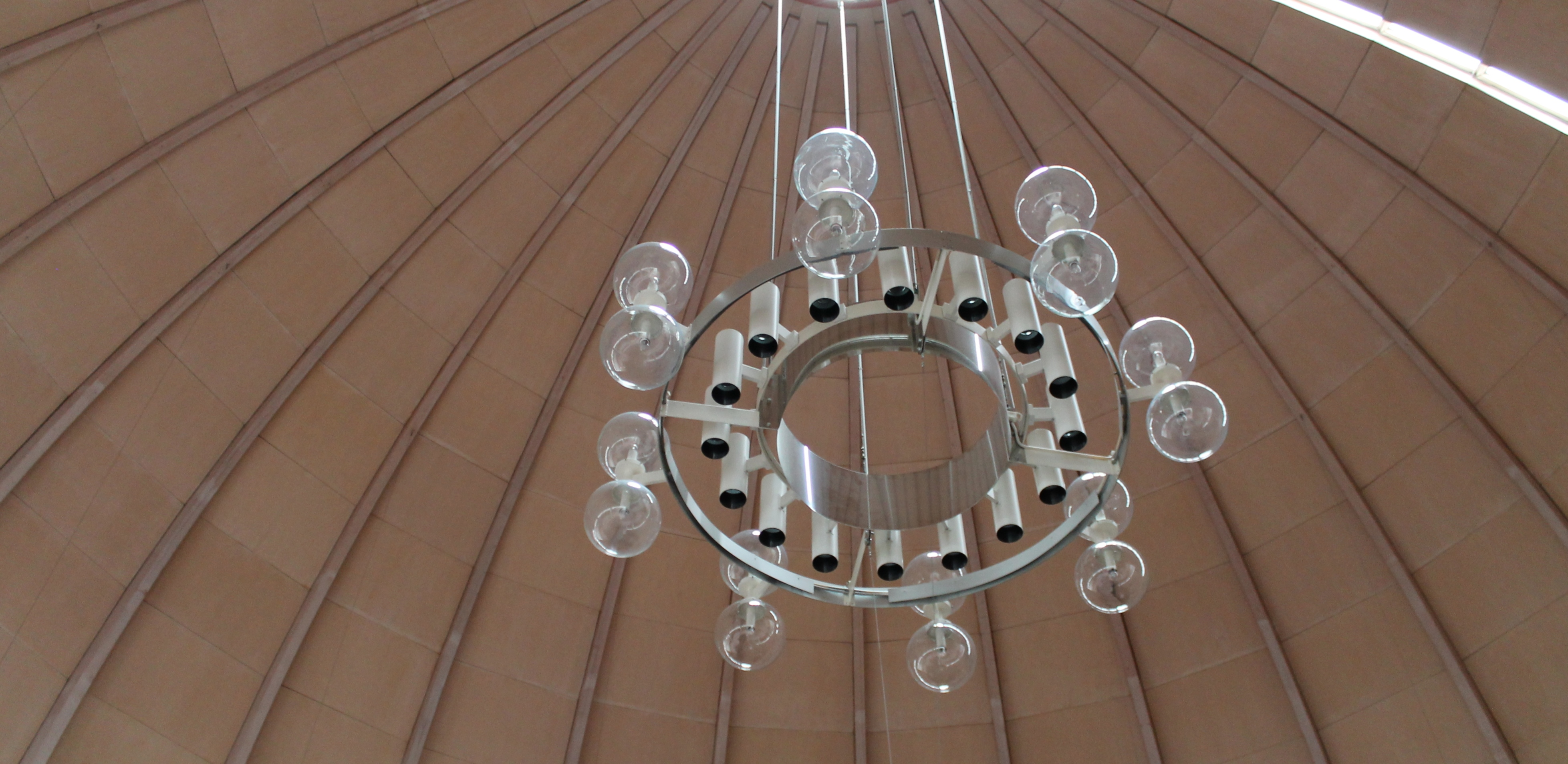
Ljuskronan:  Maria krona.
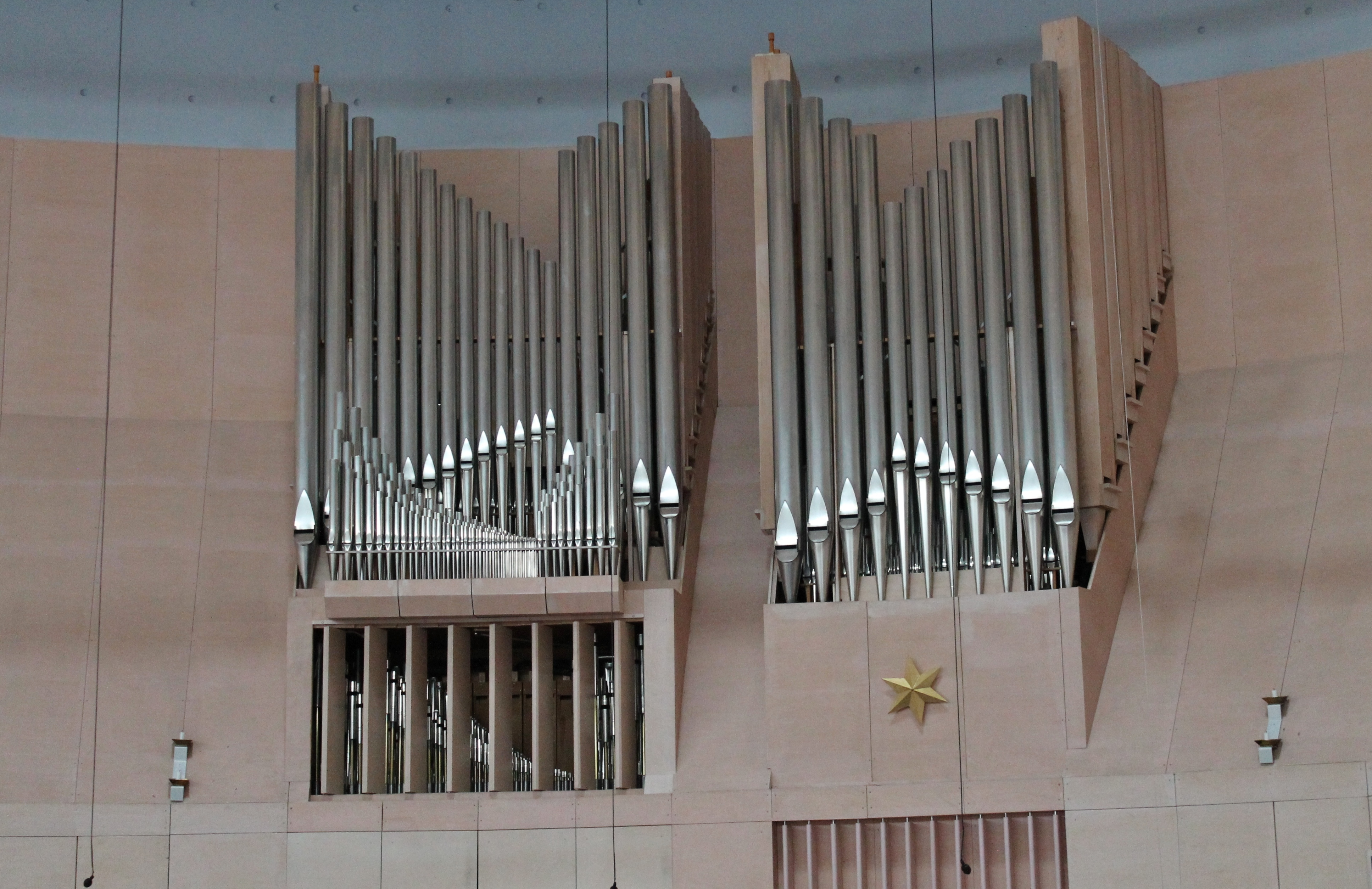
Orgelfasaden.
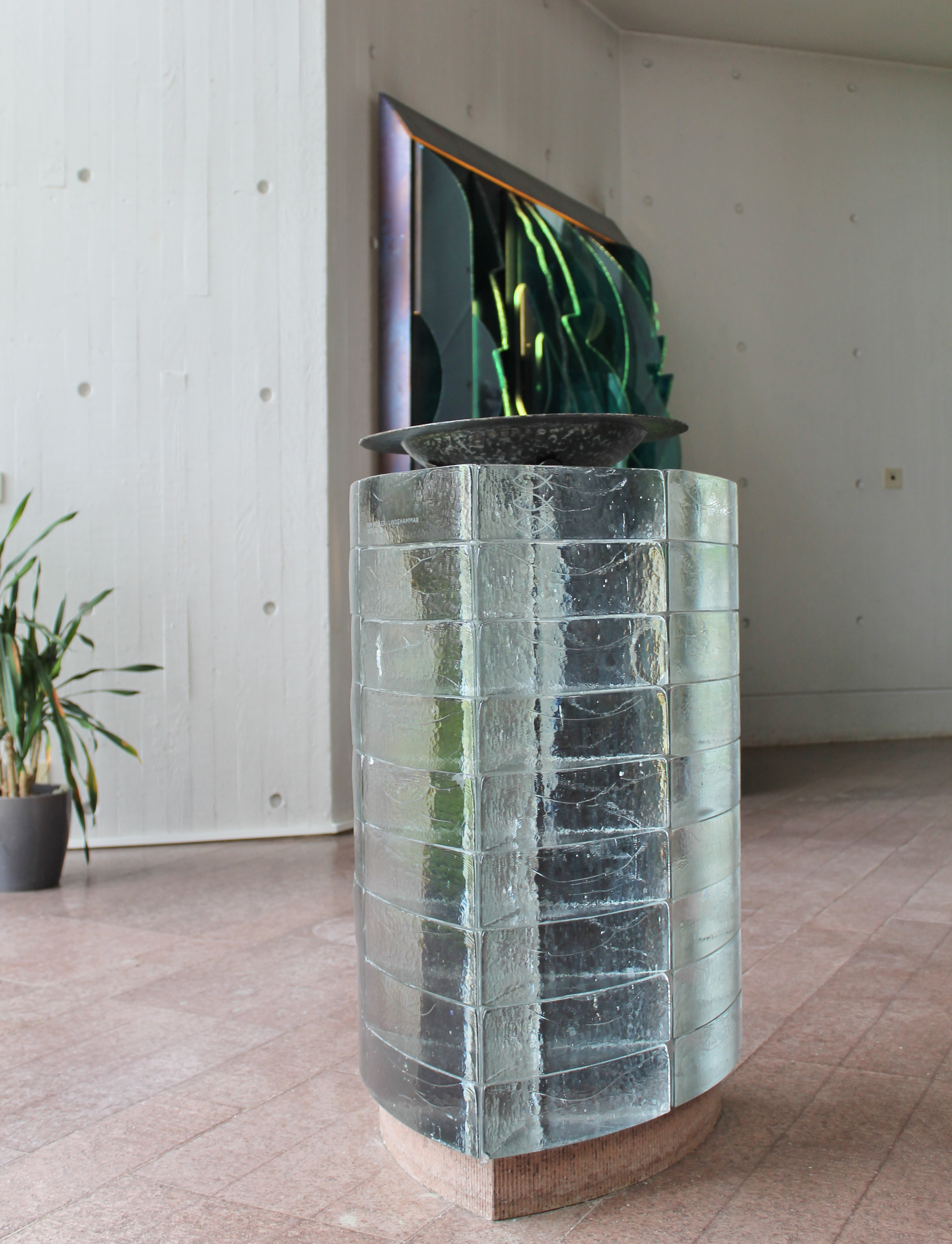
Dopfunt i  glas.
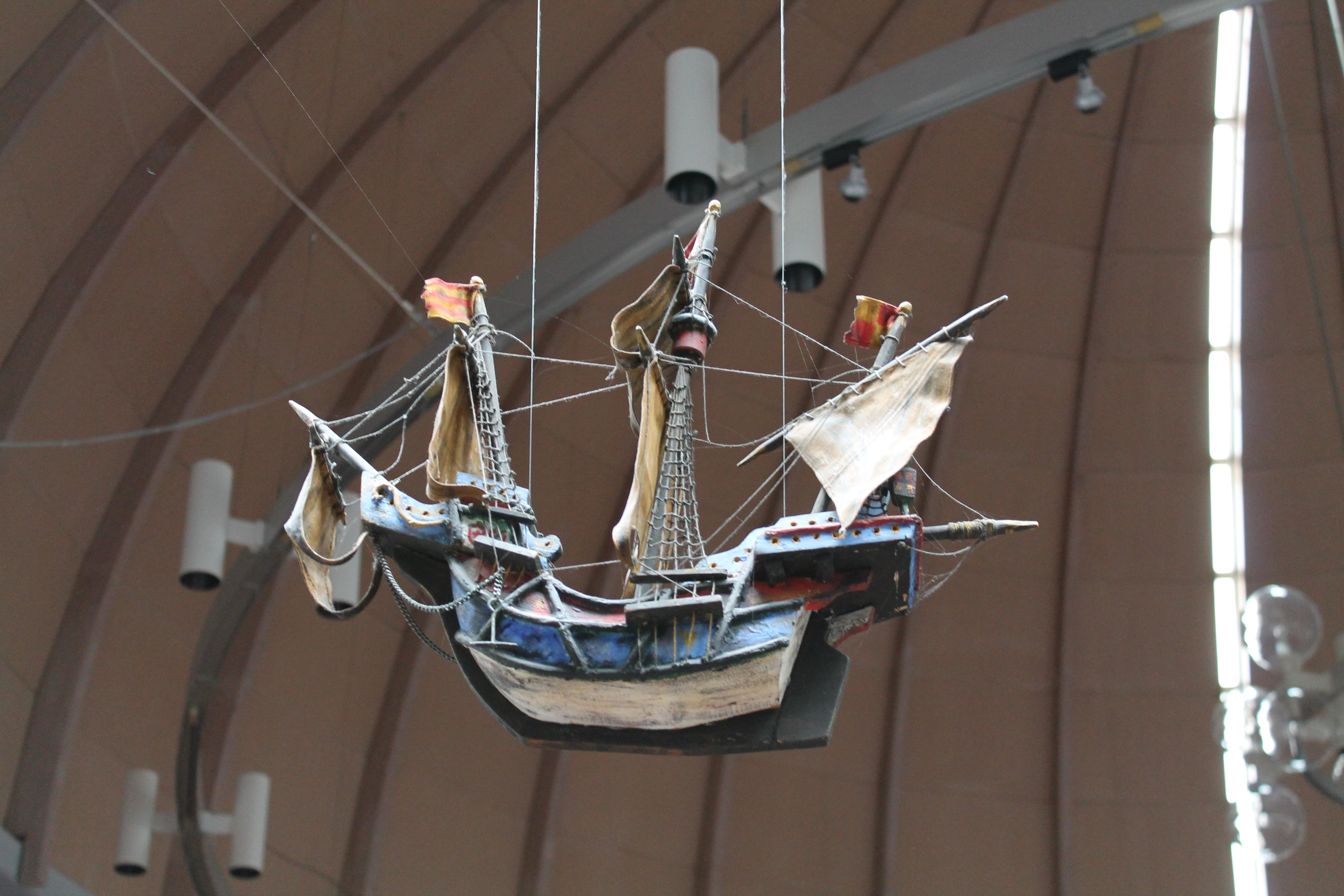
Votivskeppet Santa Maria.